# 史纪良
史纪良（1945年—），男，北京人，中华人民共和国金融人物，曾任中国农业银行行长，中国人民银行副行长，中国银行业监督管理委员会副主席，第十届全国政协委员。